# Przemysł skórzany

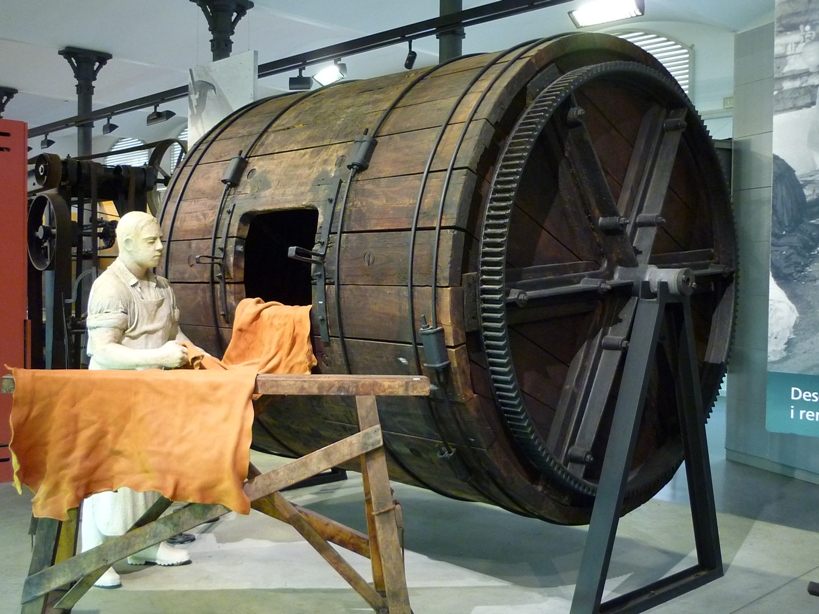
Muzeum przemysłu skórzanego w Igualada w Katalonii.

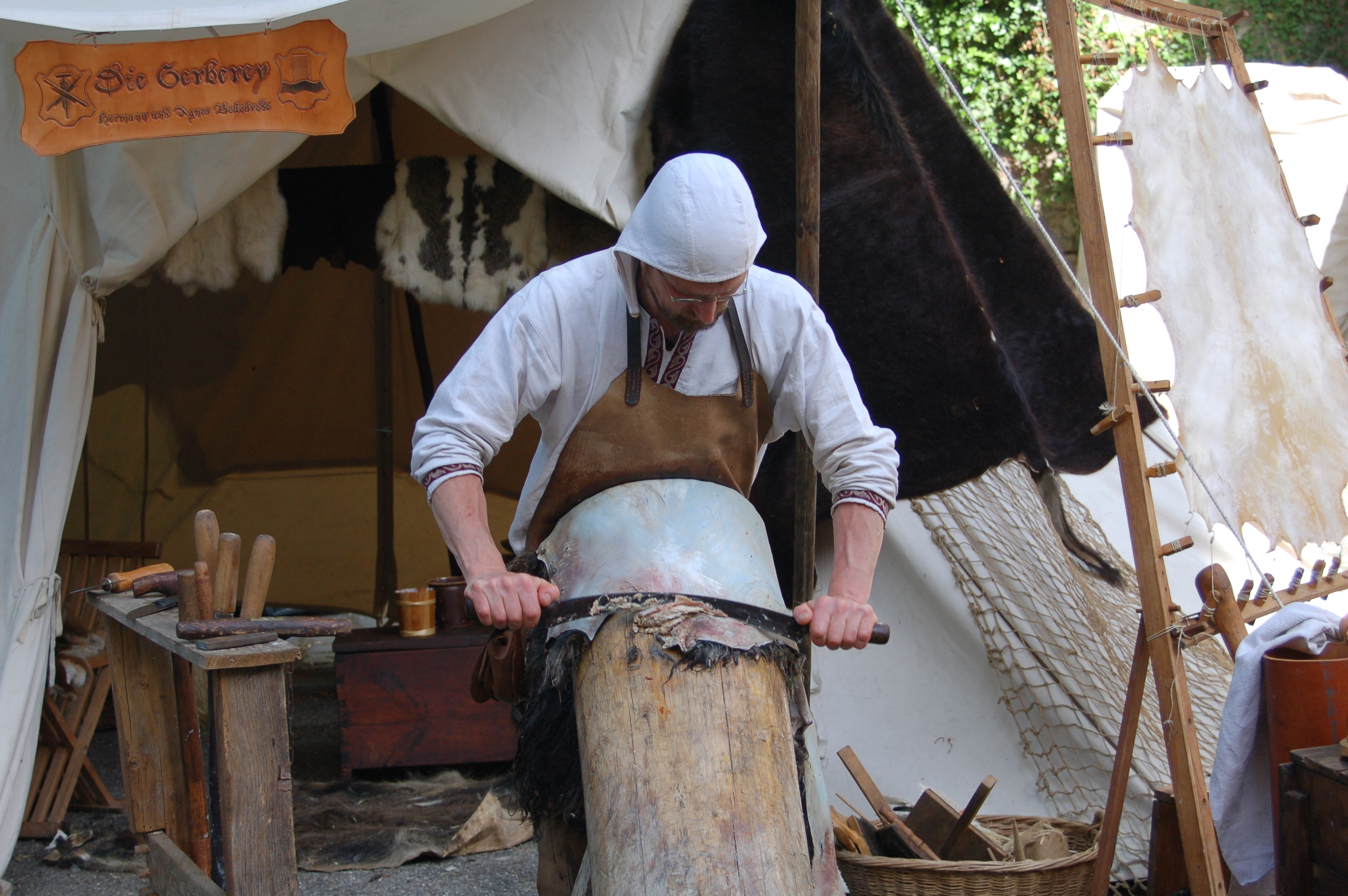
Garbarz przy pracy.

Przemysł skórzany – dział gospodarki, który zajmuje się wytwarzaniem produktów i półproduktów wykonanych ze skóry (np. buty, odzież, futra, wyposażenie samochodów). W skład tego przemysłu wchodzą garbarnie, zakłady produkcyjne butów i galanterii skórzanej.